# Striarea centenaria
Striarea centenaria är en musselart som först beskrevs av Thomas Say.  Striarea centenaria ingår i släktet Striarea och familjen Noetiidae. Inga underarter finns listade i Catalogue of Life.